# Fusarium tricinctum
Fusarium tricinctum ist ein Pilz aus der Ordnung der Krustenkugelpilzartigen.

## Merkmale

### Merkmale auf Nährmedien
Fusarium tricinctum bildet auf CLA (Carnation Leaf Agar, also Agar mit Nelkenblattextrakt) recht häufig Makrokonidien auf blass orangen Sporodochien. Auf Kartoffel-Dextrose-Agar (PDA) wächst Fusarium tricinctum sehr schnell und bildet ein reichlich vorhandenes, dichtes Myzel, das anfangs weiß, später rosa, rot oder lila wird. Es werden rote Pigmente im Agar gebildet.

### Mikroskopische Merkmale
Die Sporodochien sind blass orangefarben und schlank sowie sichel- bis mondförmig. Die dünnwandigen Makrokonidien sind gerade oder leicht gekrümmt, werden 50 bis 70 µm lang und sind meist fünffach, manchmal aber auch drei- bis vierfach septiert. Sie sind kurz bis mittellang und deutlich gekrümmt bis mondsichelförmig. Ihre apikale Zelle ist gekrümmt und verjüngend. Die Basalzelle ist fußförmig. Makrokonidien können an beiden Enden spitz zulaufen. Die häufig ausgebildeten Mikrokonidien sind rübchen-, birnen-, zitronenförmig oder oval und sind unseptiert, manchmal auch einfach septiert. Die Mikrokonidien können gebündelt vorkommen und lassen den Eindruck von Weintrauben entstehen. Die konidiogenen Zellen sind in Form von Monophialiden ausgebildet, d. h., sie bilden nur eine Lage dieser Zellen. Chlamydosporen können ausgebildet werden, sind aber nicht sehr häufig, und wenn, dann wachsen sie sehr langsam (auf CLA brauchen sie sechs oder mehr Wochen). Wenn vorhanden, werden sie in Ketten oder einzeln produziert.

### Ähnliche Arten
Fusarium tricinctum kann besonders auf PDA mit Fusarium poae, Fusarium sporotrichioides und Fusarium chlamydosporum verwechselt werden. Unterschieden werden kann die Art besonders durch die Form ihrer Mikrokonidien und der Ausbildung der Monophialiden (siehe oben).

## Ökologie und Verbreitung
Fusarium tricinctum ist  weltweit mit Schwerpunkt in den gemäßigten Breiten verbreitet. Sie lebt saprophytisch oder als schwacher Parasit auf einer Vielzahl von Pflanzen. So kann sie eine Braunfäule auf Weizen auslösen. Auch eine Fäule auf Zwiebeln wird mit Fusarium tricinctum in Verbindung gebracht.

## Toxikologie
Fusarium tricinctum kann Mykotoxine wie Fusarin C, Enniatin und Moniliformin bilden. Als sekundäre Metaboliten werden Acuminatopyron, Fosfonochlorin und Visoltricin produziert.
Die Art wird von der ZKBS für gentechnische Arbeiten der Risikogruppe 1 zugeordnet, die Arbeiten müssen also unter der Sicherheitsstufe 1 erfolgen. Eine Einstufung in eine Risikogruppe nach der Biostoffverordnung ist noch nicht erfolgt. Bei Rindern kan die Aufnahme der Toxine die Schwingelgraslahmheit auslösen.

## Taxonomie
Fusarium tricinctum wurde von Corda 1838 als Selenosporium tricinctum erstbeschrieben. Saccardo ordnete die Art 1886 in die Gattung Fusarium ein. Mycobank kennt zwei Formen: Fusarium tricinctum f. poae und Fusarium tricinctum f. tricinctum. Fusarium tricinctum steht innerhalb der Gattung in der Sektion Sporotrichiella. Wenn eine Hauptfruchtform gebildet wird, so wird sie Gibberella tricincta genannt.